# Il Cile
Il Cile, pseudonimo di Lorenzo Cilembrini (Arezzo, 9 novembre 1981), è un cantautore e chitarrista italiano.

## Biografia

### Primi anni
Cresciuto ad Arezzo, impara da adolescente a suonare la chitarra e compone le sue prime canzoni. Nel 2003 ha esordito con un gruppo musicale, ma chiude questa esperienza dopo aver vinto il Festival di San Marino. Nel 2006 decide di intraprendere la carriera di cantante solista con lo pseudonimo di Il Cile, datogli ai tempi della scuola e derivato dall'abbreviazione del suo cognome Cilembrini.
Successivamente viene scoperto e prodotto da Fabrizio Barbacci. Debutta nel gennaio 2012, quando l'etichetta discografica Universal pubblica il singolo Cemento armato.
Nel frattempo collabora con i Negrita, co-firmando alcuni brani dell'album Dannato vivere, tra cui il singolo Brucerò per te. Inoltre apre diversi concerti della band aretina. Il 15 giugno 2012 pubblica il suo secondo singolo Il mio incantesimo, mentre il 7 luglio seguente si esibisce all'Heineken Jammin' Festival ed è l'unico artista italiano presente nella manifestazione. Sempre a luglio apre due concerti di Ben Harper. Nello stesso periodo collabora con i Club Dogo nel brano Tutto ciò che ho, inserito nel sesto album del gruppo milanese dal titolo Noi siamo il club.

### Siamo morti a vent'anni
Il 28 agosto 2012 Il Cile ha pubblicato il primo album in studio Siamo morti a vent'anni, prodotto nuovamente da Barbacci e distribuito dalla Universal. L'album ha debuttato alla quinta posizione della classifica italiana degli album. In ottobre viene lanciato come singolo la title track dell'album e parte il suo primo tour il Siamo morti a vent'anni tour. Nello stesso mese ha aperto tre date italiane del tour dei Cranberries.
Nel febbraio 2013 ha partecipato al Festival di Sanremo nella categoria "Giovani" con il brano Le parole non servono più, scritto a quattro mani con Riccardo Presentini. Il 12 febbraio ha pubblicato una riedizione di Siamo morti a vent'anni, contenente in più tre inediti e due bonus track; tale riedizione ha debuttato alla 41ª posizione della classifica italiana degli album, per poi raggiungere in quella seguente la 35ª posizione. Il brano presentato al Festival è stato eliminato il 13 febbraio, aggiudicandosi tuttavia il Premio Assomusica 2013 e il Premio Sergio Bardotti.

### In Cile veritas
Nel gennaio 2014 pubblica il suo romanzo d'esordio, dal titolo Ho smesso tutto, in cui parla delle sue avventure sentimentali utilizzando però nomi di fantasia (Kowalski).
Il 21 gennaio 2014 esce la colonna sonora della fiction Braccialetti rossi, nella quale Il Cile ha interpretato il brano Non mi dimentico, scritto da Niccolò Agliardi.
Nei primi mesi del 2014 il cantante ha rivelato di avere iniziato le registrazioni dei brani che saranno presenti nel nuovo album. Il 13 giugno 2014 è stato pubblicato per il download digitale il singolo Sole cuore alta gradazione, mentre il 18 luglio ha rivelato il titolo dell'album, intitolato In Cile Veritas, e la data di pubblicazione, fissata al 2 settembre.
Il 29 agosto è stato pubblicato il secondo singolo Sapevi di me, mentre il 21 novembre è stato pubblicato come terzo singolo il brano Liberi di vivere.
Nel corso del 2014 ha collaborato con il rapper J-Ax alla realizzazione del brano Maria Salvador, successivamente inserito nell'album Il bello d'esser brutti ed estratto come singolo il 23 aprile 2015.

### La fate facile
Il 16 giugno 2017 Il Cile ha pubblicato il singolo Era bellissimo, primo estratto dal suo terzo album uscito l'8 settembre 2017.

## Band
A partire dal suo primo tour solista, Il Cile viene accompagnato dalla sua band ufficiale:
- Saverio Crestini - chitarra ritmica
- Riccardo Presentini - chitarra solista
- Nicola Pasquini - basso
- Marco Faralli - tastiere
- Andrea Squarcialupi - batteria

## Discografia

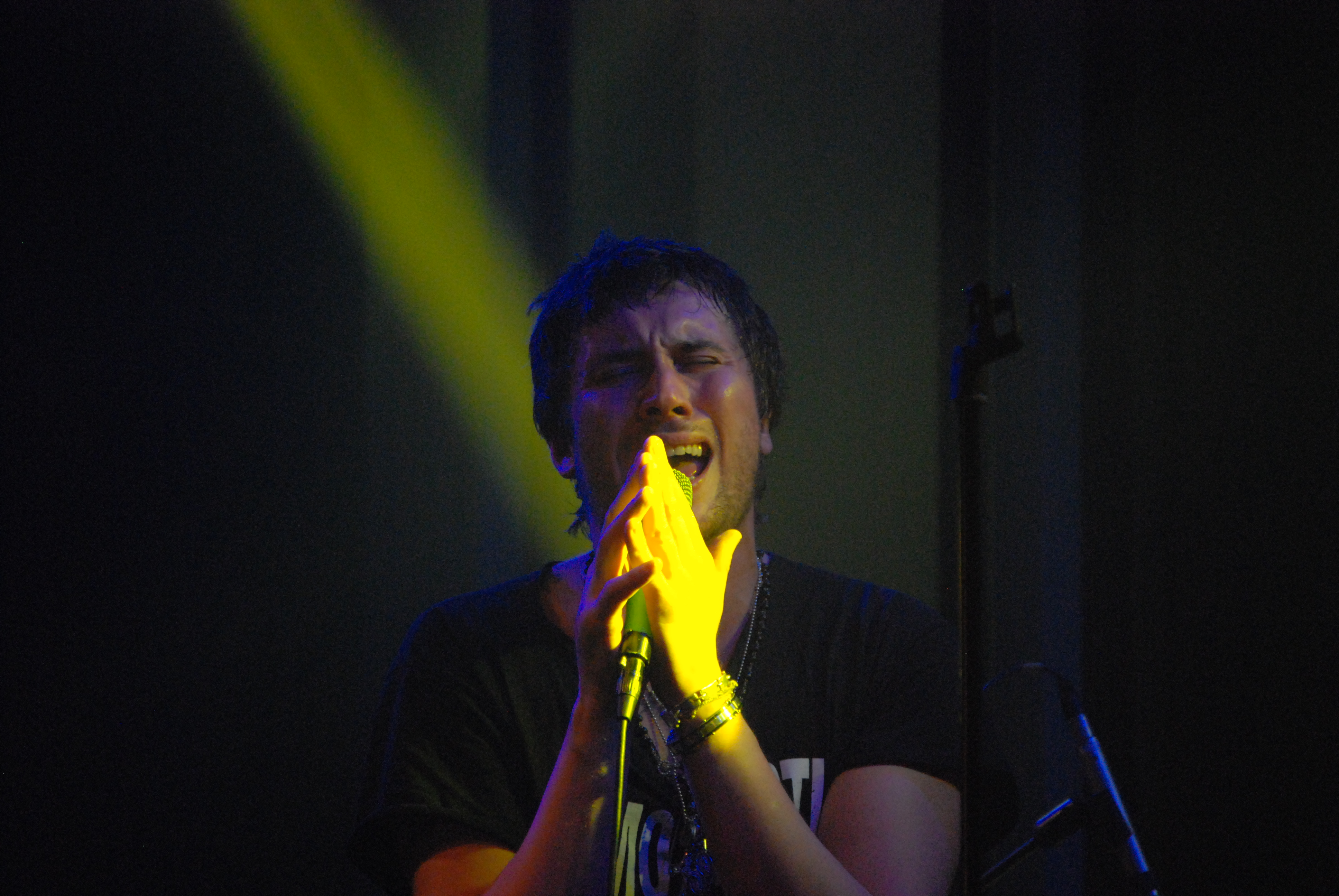
Il Cile in concerto nel 2012

### Album
- 2012 – Siamo morti a vent'anni
- 2014 – In Cile Veritas
- 2017 – La fate facile

### Singoli
- 2012 – Cemento armato
- 2012 – Il mio incantesimo
- 2012 – Tu che avrai di più
- 2012 – Siamo morti a vent'anni
- 2013 – Le parole non servono più
- 2014 – Sole cuore alta gradazione
- 2014 – Sapevi di me
- 2014 – Liberi di vivere
- 2017 – La fate facile
- 2017 – Era bellissimo
- 2017 – Buttami via
- 2019 – Di notte leoni (feat. Awa Fall)
- 2020 – Andrà tutto bene (con Pianista Indie)
- 2023 – Ma che musica c'è
- 2023 − Ero troppo fatto
- 2024 − Nadir
- 2024 − La fine del mondo
- 2024 − Il cielo verticale

### Collaborazioni
- 2012 – Club Dogo feat. Il Cile – Tutto ciò che ho
- 2013 – Clementino feat. Il Cile – Il re lucertola
- 2013 – Ted Bee feat. Il Cile – La ruggine nel cuore
- 2015 – J-Ax feat. Il Cile - Maria Salvador
- 2018 – Jerico feat. Bianca Atzei e Il Cile - Come in un'isola
- 2019 – Grido feat. Il Cile - Qualcosa di buono
- 2020 – J-Ax feat. Il Cile - Fiesta!
- 2025 - Cabrio feat. Il Cile - Dylan Dog

## Videografia

### Video musicali
- 2012 – Cemento armato
- 2012 – Il mio incantesimo
- 2012 – Siamo morti a vent'anni
- 2013 – Le parole non servono più
- 2014 – Sole cuore alta gradazione
- 2014 – Sapevi di me
- 2015 – Liberi di vivere
- 2017 – Era bellissimo

## Tournée
- 2012 – Siamo morti a vent'anni Tour
- 2014-15 – In Cile Veritas Tour